# Trifugium
Trifugium ist die Bezeichnung für eine Gruppe dreier benachbarter gründerzeitlicher Wohn- und Geschäftshäuser in Leipzig, Barfußgäßchen 11/13/15 zwischen Klostergasse und Dittrichring. Die Häuser Nr. 11 und 13 stehen unter Denkmalschutz.

## Geschichte

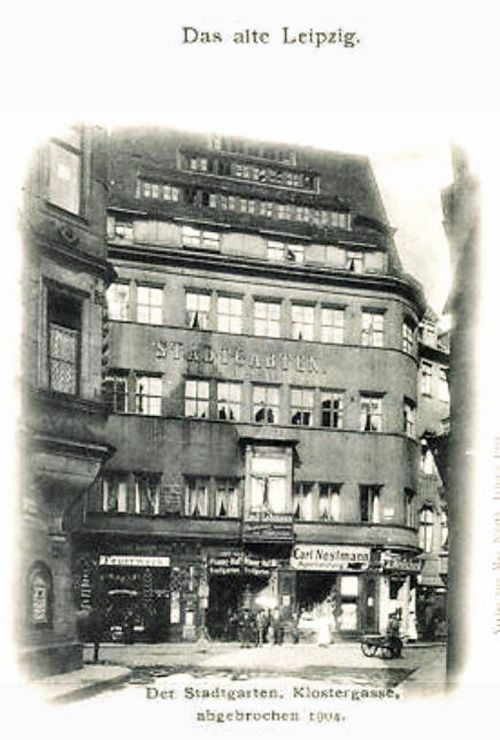
Vorgängerbau an der Ecke Klostergasse

Noch 1902 endete das Barfußgäßchen an der Klostergasse mit der Fortsetzung als Kleine Fleischergasse. Bis 1439 war letztere noch Teil des Barfußgäßchens, und als Zugang zum Thomasring (heute Dittrichring) existierte nur der schmale Durchgang des früheren Barfußpförtchens. Für einen Straßenzugang zum Ring wurden in den folgenden Jahren Häuser abgerissen und das Barfußgäßchen gradlinig verlängert. Zu den abgerissenen Häusern gehörte auch das Haus „Stadtgarten“, Ecke Klostergasse, das den Namen wegen eines Gartenrestaurants trug und früher „Goldene Sonne“ hieß.
An der Südseite des neuen Straßenabschnitts wurden von 1904 bis 1906 nach Plänen des Leipziger Architekten Arthur Hänsch (1876–1947) drei Häuser errichtet. Im Haus Nr. 11 hatte die Leipziger Creditbank ihren Sitz. Haus Nr. 13 wurde in den 1930er Jahren von der Phoenix-Lebensversicherung erworben. In Haus Nr. 15 befand sich das Kaiserhof-Café, später Palast-Café. Als Gaststätte Silberstein überlebte es die Pogromnacht 1938. Als danach Bürgern jüdischen Glaubens untersagt war, Lokale und Cafés zu besuchen, hielt allein die Gaststätte Silberstein ihre Türen für jüdische Mitbürger offen.
Im Zweiten Weltkrieg brannte Nr. 15 nahezu vollständig aus und wurde 1946 bis auf die Erdgeschosszone abgetragen, worin ein Wettbüro seinen Sitz nahm. Haus Nr. 11 wurde schwer beschädigt – das gesamte Dach fehlte – wurde aber notdürftig wieder hergerichtet. Nr. 13 blieb fast unbeschädigt.
1991 wurden die Häuser mit der Absicht ihrer Rekonstruktion aus Privatbesitz an einen Immobilienfonds veräußert, an dem Bauunternehmer Jürgen Schneider die Mehrheitsanteile erwarb. Durch den Konkurs Schneiders verzögerte sich das Bauvorhaben bei bereits erteilter Baugenehmigung. Erst nach Herauslösung aus der Konkursmasse und Weiterveräußerung des Gebäudekomplexes an Carl Herzog von Württemberg wurde 1995 mit der Rekonstruktion begonnen. Unter Leitung des Architekturbüros Eller Maier Walter + Partner aus Düsseldorf wurden die Häuser 11 und 13 unter Beibehaltung der inneren Strukturen einschließlich der vielen Ausstattungsgegenstände denkmalgerecht saniert und rekonstruiert. Der Rest der Nr. 15 wurde abgerissen und das Gebäude nach alten Plänen original wieder aufgebaut. Nach Fertigstellung des Ensembles 1996 erhielt es den Namen „Trifugium“. Der Name steht für „drei“ und „Zufluchtsort“.
Es beherbergt Büro-, Geschäfts- und Wohnräume. Sowohl in Nr. 11 als auch in Nr. 15 werden gastronomische Einrichtungen betrieben.

## Architektur

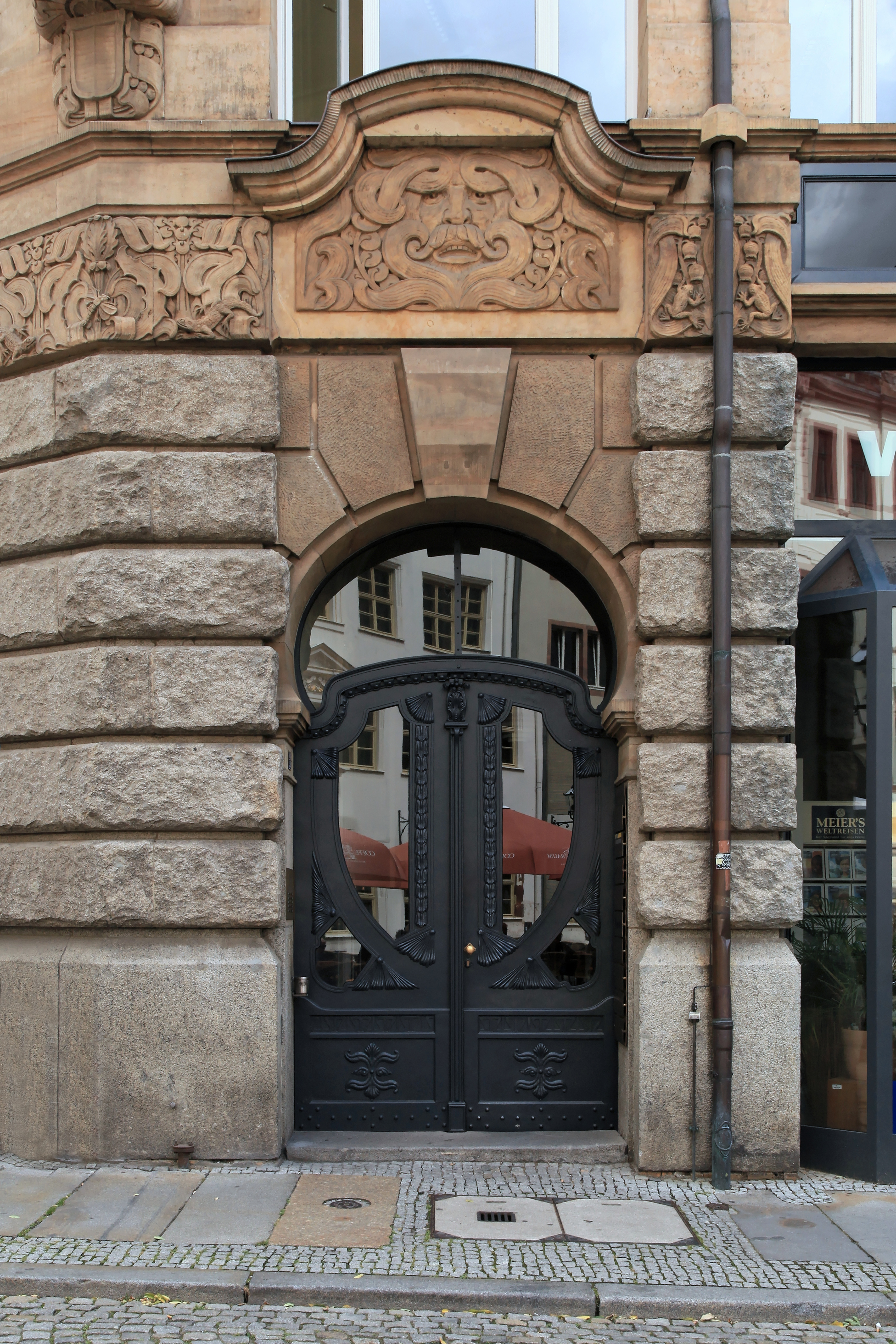
Jugendstilelemente am Haus Nr. 11

Die jeweils viergeschossigen Bauten zeigen eine „eklektizistische Vielfalt an Formen und Materialien“ für die zahlreichen Giebel, Balkone, Erker und Türmchen und bilden dennoch optisch eine Einheit. Es sind Elemente der italienischen Renaissance neben solchen des beginnenden Jugendstils zu erkennen. Alle drei Häuser tragen Mansarddächer mit zahlreichen Dachgauben.
Das Haus Nr. 11 bildet eine zwiefach gebrochene Ecke zwischen Klostergasse und Barfußgäßchen. Den Mittelteil begrenzen zwei geschlossene Eckerker mit Türmchen, dazwischen befindet sich ein offener Erkervorbau mit Rundbögen und einem Dachturm. Die Seitentrakte weisen Wellengiebel auf.
Das nur etwa 15 Meter breite Haus Nr. 13 besitzt eine durch verschiedenfarbige Sandsteinelemente gegliederte Putzfassade mit einem zweigeschossigen Erker mit darüber liegendem Balkon. Über diesem erhebt sich ein Ziergiebel mit dem Goethe-Zitat „Gebraucht der Zeit, sie geht so schnell von hinnen“.
Die Nr. 15 beeindruckt mit einem säulengetragenen offenen Runderker an der Ecke und einer Eckturmgruppe. Der Ziergiebel mit vorgesetztem Kastenerker ist zum Dittrichring gerichtet. Zum Barfußgäßchen weisen zwei Halbrundbalkone. Vier Dachgauben tragen polygonale Türmchendächer.